# Psychoda brevicornis
Psychoda brevicornis és una espècie d'insecte dípter pertanyent a la família dels psicòdids que es troba a Europa: les illes Britàniques, França, els Països Baixos, Bèlgica, Alemanya i Noruega.